# Сафронов, Анатолий Александрович
Анатолий Александрович Сафронов (род. 9 декабря 1959, с. Саратовка, Соль-Илецкий район, Оренбургская область) — российский офицер-вертолётчик. Герой Российской Федерации (2000). Заместитель полномочного представителя Президента Российской Федерации в Южном федеральном округе с 2016 года. Действительный государственный советник Российской Федерации 2-го класса, генерал-майор.

## Биография
Родился 9 декабря 1959 года в селе Саратовка Соль-Илецкого района Оренбургской области. 
Когда Анатолию было 7 лет, его семья переехала жить в Башкирскую АССР. В 1976 году он окончил среднюю школу № 78 (ныне носит его имя) Калининского района г. Уфы.  2 октября 2020 года этой школе присвоено имя Героя Российской Федерации Анатолия Сафронова. Анатолий Александрович посещал свою школу в 2019 году, провел «Урок мужества» для учеников.
В 1980 году окончил Сызранское высшее военное авиационное училище лётчиков. После окончания училища служил в Дальневосточном военном округе. С мая 1988 по февраль 1989 года участвовал в боевых действиях Афганской войны в Афганистане. Затем служил в Южной группе войск на территории Венгрии.
В 1994 году окончил Военно-воздушную академию им. Ю. А. Гагарина. Командир 55-го отдельного вертолётного Севастопольского полка.

### Участие в первой чеченской кампании в 1994-1996 годах
С декабря 1994 года участвовал в восстановлении конституционного строя в Чечне. В первые месяцы вооружённого противостояния подполковник Сафронов совершил около 150 боевых вылетов в различных погодных условиях, рискуя жизнью спас более двухсот российских военнослужащих.
В январе 1995 года при выполнении боевого полета по обеспечению маневра и действий войск в ходе боя, от авиационного наводчика поступил сигнал на срочную эвакуацию из района боевых действий под Грозным, разрушенного Дома ребенка, где находилось более 18 малышей и 4 воспитателя, оставшихся живыми. Погода в этом районе была нелетной. Вертолет, пилотируемый А.А.Сафроновым, произвел посадку и под прикрытием клубов дыма составом экипажа вместе с подразделением десантников, перенесли изможденных детей и воспитателей в вертолет. Все дети были спасены и доставлены в госпиталь на аэродром Моздок.
В июне 1996 года при выполнении полета в целях обеспечения действий войск на поле боя, доставке боеприпасов и эвакуации раненных в районе населенных пунктов Большие и Малые Варанды в горно-лесистой местности был сбит экипаж ведомого вертолёта. А. А. Сафронов под шквальным огнём боевиков произвел посадку вблизи сбитого вертолёта и эвакуировал раненых членов экипажа с территории, находящейся под контролем противника. 

### Участие во второй чеченской кампании в 1999-2001 годах.
С августа 1999 года отдельный боевой вертолётный полк полковника А. А. Сафронова принимал участие в контртеррористической операции на Северном Кавказе. За это время совершил более 300 боевых вылетов в целях обеспечения боевых действий войск и совершая спасательные операции. Был удостоен звания Героя Российской Федерации.
Всего за период военной службы и участия в боевых действиях совершил около 2 000 боевых вылетов, имеет свыше 5 100 часов налёта.
В дальнейшем, с 2001 года, служил в Сибирском военном округе. По окончании Военной академии Генерального штаба А. А. Сафронов продолжил службу в Вооружённых Силах уже в звании генерал-майора: с 2006 года — заместитель командующего 5-й армии ВВС и ПВО по авиации. С 2008 года — начальник кафедры оперативного искусства ВВС Военной академии Генерального штаба ВС РФ, кандидат экономических наук.

Сафронов, Анатолий Александрович, Герой Российской Федерации

### Гражданская служба
В 2010 году уволен в запас. Поступил на государственную гражданскую службу на должность советника Председателя Центральной избирательной комиссии Российской Федерации, затем работал в должности начальника Управления делами аппарата Центральной избирательной комиссии Российской Федерации (г. Москва).
В 2013 году связал свою жизнь с Южным федеральным округом и Ростовом-на-Дону: работал в должности начальника департамента по вопросам внутренней политики аппарата полномочного представителя Президента Российской Федерации в Южном федеральном округе, весь 2014 год - помощником полномочного представителя Президента Российской Федерации в Южном федеральном округе, курируя внутреннюю политику округа. В 2015 году был переведен на службу заместителем губернатора Ростовской области.
С 2016 года — заместитель полномочного представителя Президента Российской Федерации в Южном федеральном округе, г. Ростов-на-Дону. В разные годы отвечал за вопросы внутренней политики, контрольно-ревизионной деятельности.

## Подвиг
В канун 2000 года при блокировании Дуба-Юрта, на входе в Аргунское ущелье, разведывательная рота попала в кольцо боевиков. Разведчики сражались мужественно, но несли большие потери. Экипажу полковника Сафронова поставили задачу: в ночных условиях произвести посадку на необозначенную площадку в горной местности. Цель — эвакуация убитых и раненых военнослужащих. Вертолёт полковника А.А. Сафронова, несмотря на сложные метеоусловия приступил к выполнению боевой задачи. Боевики сделали всё возможное, чтобы помешать отважным лётчикам. Противник открыл шквальный огонь из всех видов вооружения. Несмотря на это, экипаж продолжил спасательную операцию, рискуя своими жизнями, и вывез из окружения 19 раненых и 6 погибших разведчиков, в очередной раз продемонстрировав мужество и самоотверженность.

## Интересные факты
В рабочем кабинете Сафронова, среди другой обстановки, находятся макет штурвала вертолета (МИ-8)  и авиационный шлем.

## Награды
- Герой Российской Федерации (03.11.2000, медаль «Золотая звезда» № 710).
- Два ордена Мужества (1995, 1996).
- Орден «За военные заслуги» (1994).
- Орден Красной Звезды (1988).
- Медали СССР и РФ.